# Zemský okres Ravensburg
Zemský okres Ravensburg (německy Landkreis Ravensburg) je zemský okres na jihovýchodě spolkové země Bádensko-Württembersko v Německu. Tento okres sousedí (z jihozápadu ve směru hodinových ručiček) s okresy Bodamské jezero, Sigmaringen a Biberach, a dále s bavorským nezávislým městským okresem městem Memmingen a bavorskými okresy Unterallgäu, Oberallgäu a Lindau.

## Geografie
Okres Ravensburg sestává ze dvou pahorkatin "Oberschwäbischen Hügelland" a "Westallgäuer Hügelland".

## Obyvatelstvo
Vývoj počtu obyvatelstva okresu Ravensburg od roku 1973:
| Rok               | Obyvatele |
| ----------------- | --------- |
| 31. prosinec 1973 | 225 058   |
| 31. prosinec 1975 | 225 327   |
| 31. prosinec 1980 | 230 685   |
| 31. prosinec 1985 | 233 644   |
| 27. květen 1987   | 233 635   |

| Rok               | Obyvatele |
| ----------------- | --------- |
| 31. prosinec 1990 | 247 674   |
| 31. prosinec 1995 | 261 446   |
| 31. prosinec 2000 | 268 770   |
| 31. prosinec 2005 | 275 677   |
| 30. červen 2006   | 276 022   |

## Města a obce
| Města | Obce | |
| --- | --- | --- |
| 1. Aulendorf 2. Bad Waldsee 3. Bad Wurzach 4. Isny im Allgäu 5. Leutkirch im Allgäu 6. Ravensburg 7. Wangen im Allgäu 8. Weingarten | 1. Achberg 2. Aichstetten 3. Aitrach 4. Altshausen 5. Amtzell 6. Argenbühl 7. Baienfurt 8. Baindt 9. Berg 10. Bergatreute 11. Bodnegg 12. Boms 13. Ebenweiler 14. Ebersbach-Musbach 15. Eichstegen 16. Fleischwangen | 1. Fronreute 2. Grünkraut 3. Guggenhausen 4. Horgenzell 5. Hoßkirch 6. Kißlegg 7. Königseggwald 8. Riedhausen 9. Schlier 10. Unterwaldhausen 11. Vogt 12. Waldburg 13. Wilhelmsdorf 14. Wolfegg 15. Wolpertswende |